# Laroque-des-Arcs
Laroque-des-Arcs est une ancienne commune française, située dans le département du Lot en région Occitanie.

## Géographie
Le village est situé en bordure du Lot dans l'aire urbaine de Cahors, sur l'ancienne route nationale 653, en direction de Lacapelle-Marival.

### Communes limitrophes
| Saint-Pierre-Lafeuille | Valroufié (Bellefont-La Rauze) |              |
|                        | Laroque-des-Arcs               | Lamagdelaine |
| Cahors                 |                                |              |

## Toponymie
Le toponyme Laroque-des-Arcs est basé sur le mot latin roca qui peut désigner une roche, un rocher, des bords escarpés ou un abri sous roche. Des-Arcs indique la présence d'un aqueduc romain.

## Histoire
Depuis le 1er janvier 2017, Cours, Laroque-des-Arcs et Valroufié ont constitué la commune nouvelle de Bellefond-La Rauze et sont devenus des communes déléguées.

## Politique et administration
| Période                                  | Période  | Identité          | Étiquette | Qualité                  |
| ---------------------------------------- | -------- | ----------------- | --------- | ------------------------ |
| 1945                                     | 1971     | Antoinette Calmon |           |                          |
| 1971                                     | 1983     | Pierre Guischard  |           |                          |
| 1983                                     | 1993     | Guy Celarié       |           |                          |
| 1993                                     | 2001     | Serge Guiral      |           |                          |
| mars 2001                                | En cours | Serge Nouailles   | PS        | Conseiller départemental |
| Les données manquantes sont à compléter. |          |                   |           |                          |

## Démographie
L'évolution du nombre d'habitants est connue à travers les recensements de la population effectués dans la commune depuis 1793. À partir du 1er janvier 2009, les populations légales des communes sont publiées annuellement dans le cadre d'un recensement qui repose désormais sur une collecte d'information annuelle, concernant successivement tous les territoires communaux au cours d'une période de cinq ans. 
Pour les communes de moins de 10 000 habitants, une enquête de recensement portant sur toute la population est réalisée tous les cinq ans, les populations légales des années intermédiaires étant quant à elles estimées par interpolation ou extrapolation. Pour la commune, le premier recensement exhaustif entrant dans le cadre du nouveau dispositif a été réalisé en 2006,.
En 2014, la commune comptait 513 habitants, en évolution de +4,06 % par rapport à 2009 (Lot : +0,05 %, France hors Mayotte : +2,49 %).
| 1793  | 1800  | 1806  | 1821  | 1831  | 1836  | 1841  | 1846  | 1851  |
| ----- | ----- | ----- | ----- | ----- | ----- | ----- | ----- | ----- |
| 1 400 | 1 741 | 1 701 | 1 709 | 1 757 | 1 797 | 1 736 | 1 782 | 1 112 |

| 1856  | 1861  | 1866  | 1872  | 1876 | 1881 | 1886 | 1891 | 1896 |
| ----- | ----- | ----- | ----- | ---- | ---- | ---- | ---- | ---- |
| 1 109 | 1 165 | 1 126 | 1 123 | 528  | 490  | 431  | 388  | 361  |

| 1901 | 1906 | 1911 | 1921 | 1926 | 1931 | 1936 | 1946 | 1954 |
| ---- | ---- | ---- | ---- | ---- | ---- | ---- | ---- | ---- |
| 342  | 302  | 287  | 228  | 197  | 180  | 184  | 206  | 261  |

| 1962 | 1968 | 1975 | 1982 | 1990 | 1999 | 2006 | 2011 | 2014 |
| ---- | ---- | ---- | ---- | ---- | ---- | ---- | ---- | ---- |
| 301  | 344  | 377  | 379  | 375  | 471  | 464  | 513  | 513  |

## Lieux et monuments
- Vestiges de la Tour de péage du XIIe siècle, servant comme bureau d'octroi sur la rivière Lot. La tour est inscrite au titre des monuments historiques en 1979[8].
- Château de Laroque inscrit au titre des monuments historiques en 1963[9].
- Chapelle Saint-Roch datant de 1842.
- Moulin à eau à l'embouchure du ruisseau de Bellefont dans la rivière Lot.

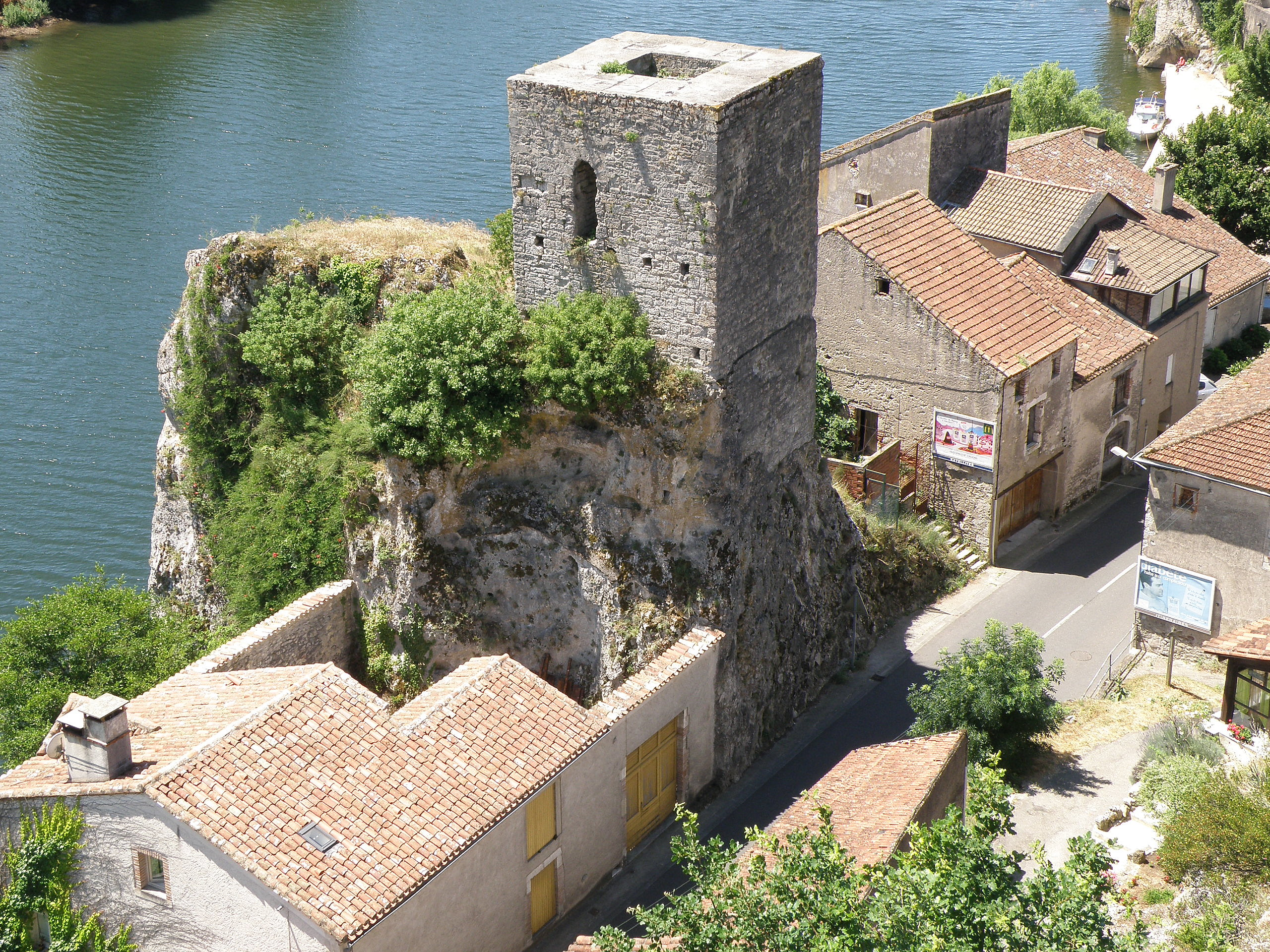
Vestiges d'une Tour de péage d'octroi sur le Lot.
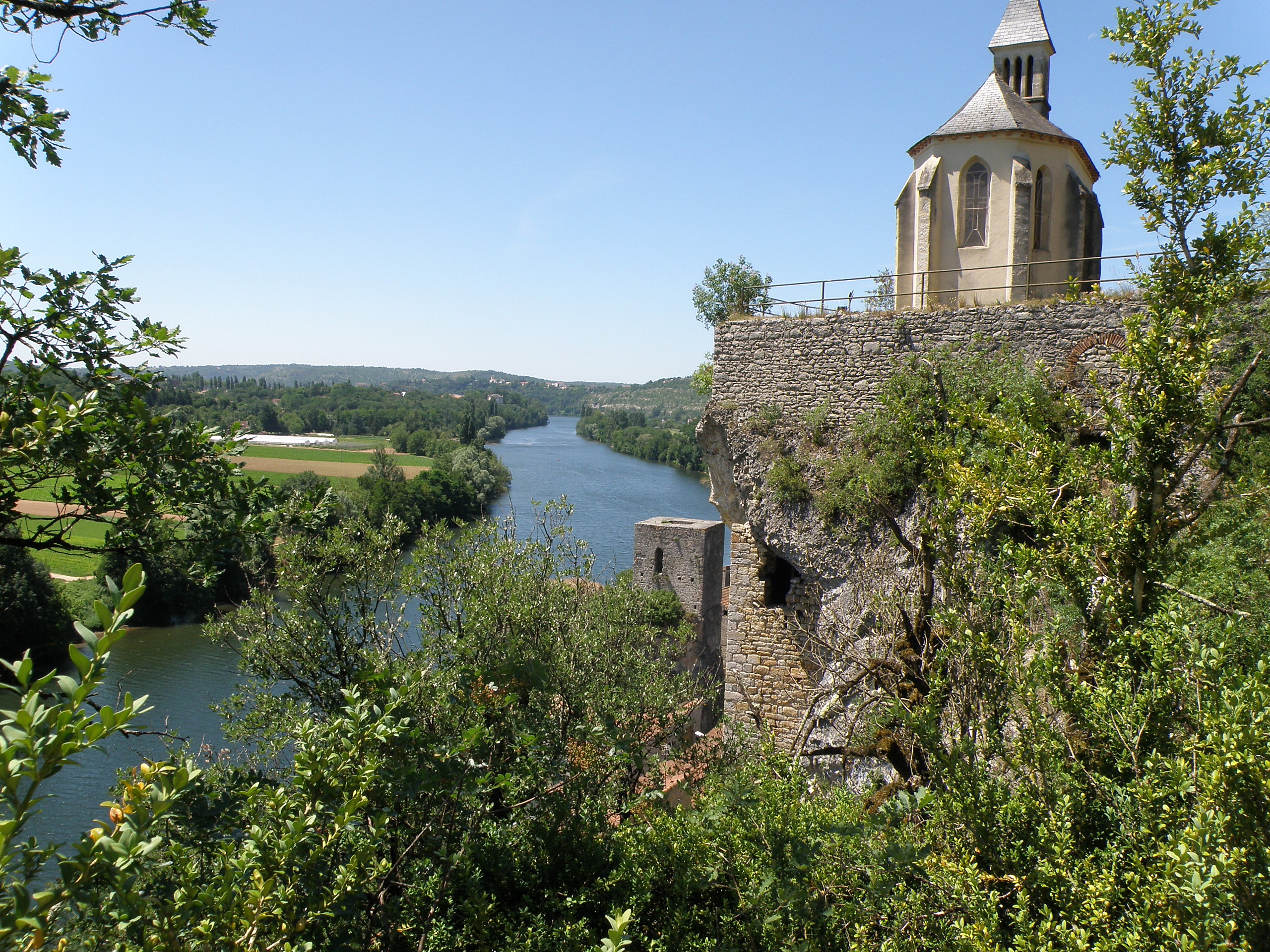
Chapelle Saint-Roch.
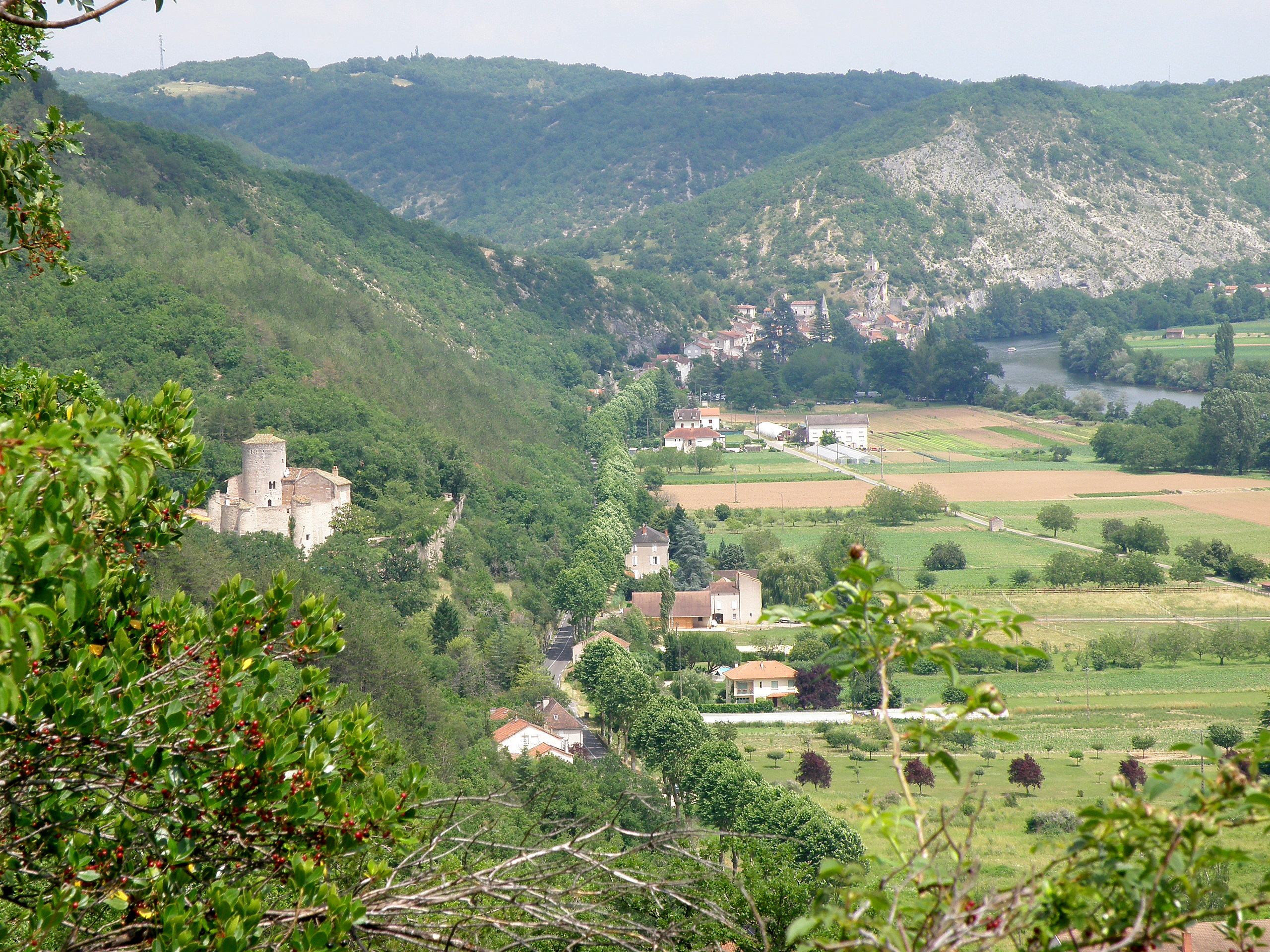
Château de Laroque.
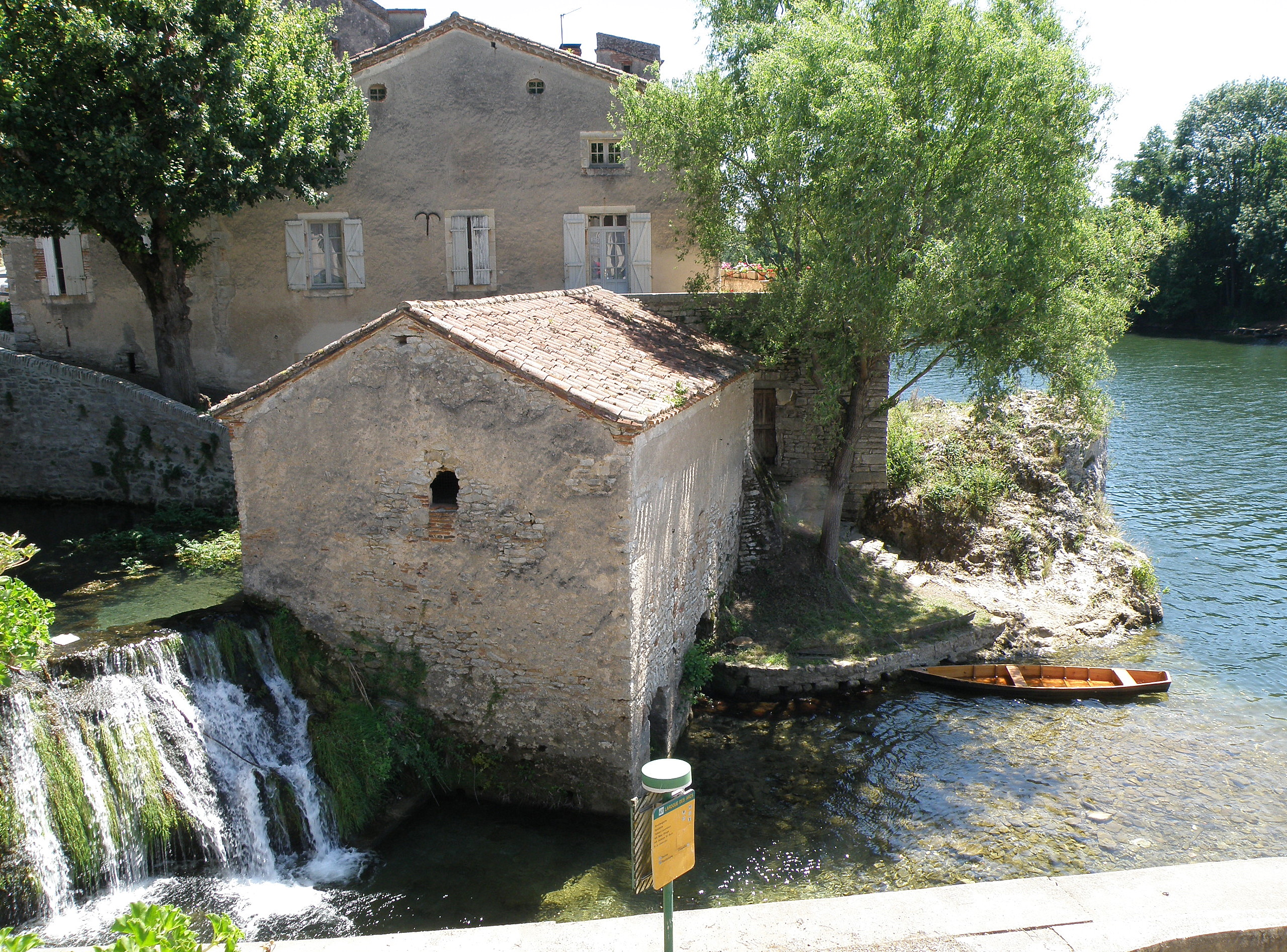
Moulin à eau.

## Personnalités liées à la commune
- Bernard Pagès, (1940) sculpteur.
- Georges Héreil, industriel, chef d'entreprise, a impulsé l'avion "Caravelle", propriétaire du château.
- Antoinette Calmon Une des premières femmes élue maire en France ( maire de 1945 à 1971).